# Feldflieger-Abteilung 13
Feldflieger-Abteilung Nr. 13 – FFA 13 jednostka obserwacyjna i rozpoznawcza lotnictwa niemieckiego Luftstreitkräfte z początkowego okresu I wojny światowej.

## Informacje ogólne
W momencie wybuchu I wojny światowej z dniem 1 sierpnia 1914 roku jako jednostka pomocnicza 4 Armii Cesarstwa Niemieckiego została przydzielono do 1 kompanii większej jednostki Batalionu Lotniczego Nr.2 (Posen).
Pierwszym dowódcą jednostki został kapitan Alfred Streccius.
11 stycznia 1917 roku jednostka została przeformowana i zmieniona we Fliegerabteilung 13 (FA 13).
W jednostce służyli m.in. Oswald Boelcke, Hans-Karl Müller.

## Dowódcy Eskadry
| Stopień | Nazwisko         | Okres                     |
| ------- | ---------------- | ------------------------- |
| Kapitan | Alfred Streccius | 01.08.1914 – styczeń 1915 |
| Kapitan | Korn             | jesień 1916?              |